# Collège Saint-Marc d'Alexandrie
Le collège Saint-Marc est une école catholique  à Alexandrie, en Égypte. Construit par les architectes français Léon Azéma, Max Edrei et Jacques Hardy, il a été fondé en 1928 par les Frères des écoles chrétiennes et a été inauguré en présence du roi Fouad Ier le 6 octobre 1928. Il est situé dans le quartier de Chatby près du centre-ville d'Alexandrie.
Le collège Saint-Marc est un établissement d'enseignement privé dont le français est la langue principale d'enseignement. Les 2 600 étudiants que compte le collège y restent jusqu'à ce qu'ils obtiennent leur diplôme d'études secondaires. Le programme d'études au collège Saint-Marc prépare les élèves à l'examen du baccalauréat.

## Administration
Directeurs successifs :
- 1928 - 1931 : Frère Pierre Cyprien
- 1931 - 1937 : Frère Léonce Onésime
- 1937 - 1939 : Frère Hippolyte Itale
- 1939 - 1940 : Frère Gustave Astier
- 1940 - 1946 : Frère Hippolyte Itale
- 1946 - 1947 : Frère Antonin Louis
- 1947 - 1948 : Frère Léon André
- 1948 - 1956 : Frère Antonin Louis
- 1956 - 1961 : Frère Adrien Polycarpe
- 1961 - 1962 : Frère Castanié Ildefonse & Gabr Saadé
- 1962 - 1963 : Frère Emile El Masri
- 1963 - 1979 : Frère Jacques Boulad
- 1979 - 1983 : Frère Michel Andrejko
- 1983 - 1985 : Frère Régis Robbe
- 1985 - 1992 : Frère Jacques Boulad
- 1992 - 1995 : Frère Régis Robbe
- 1995 - 2003 : Frère Georges Absi
- 2003 - 2024 : Waguih Hanna Elias (1er directeur laïc)
- 2024 - Présent : Amir Stephan

## Élèves notoires
Par ordre alphabétique :
- Rouchdi Abaza
- Dodi Al-Fayed
- Mohamed Darwish - Homme d'affaires et propriétaire de la chaîne des restaurants Darwish.
- Mahmoud Gamaleddyn - 1er Prix d'orgue du conservatoire de Grenoble. 1er Prix de clavecin du conservatoire d'Oyonnax. 1er Prix de musique de chambre du conservatoire d'Oyonnax. Concertiste. Organiste officiel de la mairie de Villeurbanne depuis 1985.
- Prince Abbas Halim.
- Esmat Abdel Meguid - Ministre des Affaires étrangères d’Égypte (1984-1991) et secrétaire général de la Ligue arabe (1991-2001).
- Rasheed Mohamed Rasheed - Homme d'affaires et ministre de l'Industrie d’Égypte (juillet 2004 - janvier 2011).
- Freddy Rizk - Guitariste. Compositeur de jazz.
- Demis Roussos - Chanteur grec.
- Nicolas Zahar (1893-1980) - Champion de tennis, industriel, il deviendra membre du Conseil d'administration du collège.